# JPEG XS

JPEG XS(ISO/IEC 21122)는 전문 애플리케이션에 사용되는 상호 운용 가능하고 시각적 손실이 없으며 대기 시간이 짧고 가벼운 이미지 및 비디오 코딩 시스템이다. 이 표준의 적용에는 가상 현실, 드론, 카메라를 사용하는 자율 주행 차량, 게임 및 방송(SMPTE ST 2022 및 ST 2110)을 위한 고품질 콘텐츠 스트리밍이 포함된다. 이러한 점에서 JPEG XS는 독특하며 이러한 특정 목적을 위해 설계된 최초의 ISO 코덱이다. intoPIX와 Fraunhofer IIS의 핵심 기술을 기반으로 구축된 JPEG XS는 2019년 첫 번째 버전이 출판되면서 공동 사진 전문가 그룹(Joint Photographic Experts Group)에 의해 공식적으로 ISO/IEC 21122로 표준화되었다. 공식적인 것은 아니지만 XS 약어는 코덱의 eXtra Small 및 eXtra Speed 특성을 강조하기 위해 선택되었다. 현재 JPEG 위원회는 XS의 추가 개선을 위해 적극적으로 노력하고 있으며, 두 번째 버전은 2022년 초에 출판되었으며, 세 번째 버전을 위한 초기 노력이 시작되고 있다.